# La Chapelle-Vicomtesse
La Chapelle-Vicomtesse là một xã thuộc tỉnh Loir-et-Cher trong vùng Centre-Val de Loire miền trung nước Pháp.